# 559 pr. n. št.

## Rojstva
- Mandana Medijska (* okoli 584 pr. n. št.)

## Smrti
- Kambiz I., kralj Anšana in Perzije (* okoli 600 pr. n. št.)